# Alexander Dobrindt
Alexander Dobrindt (nascut el 7 de juny de 1970) és un polític alemany de la Unió social cristiana de Baviera (CSU). Entre el 2013 i el 2017, va ser Ministre Federal de Transports i Infraestructures Digitals al govern de la canceller Angela Merkel. Anteriorment, va ser el secretari general de la Unió social cristiana de Baviera sota el lideratge del president del partit Horst Seehofer a partir del 2009.

## Vida personal
Dobrindt va néixer a Peißenberg, Baviera. Es va graduar a la High School secundària de Weilheim el 1989 i va continuar els seus estudis a la Universitat Ludwig Maximilian de Múnic acabant amb un Màster d'Arts en Sociologia el 1995.
Després de llicenciar-se, Dobrindt va treballar en una empresa d'enginyeria com a Director Financer de 1996 a 2001 i com a Director Gerent del 2001 al 2005.
Dobrindt és catòlic romà, està casat des del 2009 i té un fill. Es va casar a Torri del Benaco, Itàlia.

## Vida professional
Dobrindt es va unir a la Junge Union (Junior Party of the CSU) el 1986 i 4 anys després a la Unió social cristiana de Baviera. Ha estat membre del Parlament Nacional Alemany (Bundestag) des de les eleccions federals del 2002 quan va obtenir el mandat directe a la Constitució Parlamentària de Weilheim amb el 59,4% dels vots. Des de 2009, és el Districte-President de la CSU a Weilheim-Schongau.
Al parlament, Dobrindt va ser membre de la Comissió d'Afers Econòmics i Tecnològics entre 2005 i 2009. En les negociacions per formar un govern de coalició després de les eleccions de 2013, va formar part del cercle de lideratge de 15 membres presidit per Angela Merkel Horst Seehofer i Sigmar Gabriel.
En qualitat de ministre, Dobrindt va introduir un polèmic peatge que obliga els conductors estrangers a pagar fins a 130 euros anuals per utilitzar les autopistes d' Alemanya Autobahn ; el peatge era un projecte de mascota de la seva festa de la CSU. També va ser l'encarregat de redactar el pla del govern de gastar gairebé 270 milions d'euros per reparar i construir noves carreteres, línies de ferrocarril i vies navegables entre 2017 i 2030.
A finals de 2016, Dobrindt era membre del comitè de gabinet del govern alemany sobre Brexit, en el qual els ministres discutien qüestions organitzatives i estructurals relacionades amb la sortida del Regne Unit a la Unió Europea.
Després de les eleccions de 2017, Dobrindt va succeir a Gerda Hasselfeldt com a cap del grup Bundestag dels parlamentaris de la CSU. Des d'aleshores ha liderat el grup conjunt CDU/CSU amb el seu copresident de la CDU, Volker Kauder.
El 2013, Dobrindt va titllar les persones LGBT una "minoria estremesa" que va adoptar un estil de vida estrany. El juny de 2017, va votar contra la introducció del matrimoni homosexual a Alemanya.
El 6 de juny de 2025, el Comissari de Drets Humans del Consell d'Europa, Michael O'Flaherty, va demanar a Dobrindt, llavors Ministre federal de l'Interior d'Alemanya, que respectés la llibertat d'expressió i de reunió a Alemanya. “Em preocupen els informes sobre l’ús excessiu de la força per part de la policia contra manifestants, inclosos menors, que a vegades han provocat lesions”, escriu el Comissari en una carta, criticant les restriccions a la llibertat d'expressió en “universitats, institucions culturals i artístiques i escoles”, així com els intents de deportar a ciutadans estrangers per protestar contra el genocidi de Gaza.